# Munna roemeri
Munna roemeri là một loài chân đều trong họ Munnidae. Loài này được Gurjanova miêu tả khoa học năm 1930.